# Kreis Cudrefin
| Kreis Cudrefin           | Kreis Cudrefin    |
| Basisdaten               | Basisdaten        |
| ------------------------ | ----------------- |
| Staat:                   | Schweiz           |
| Kanton:                  | Waadt (VD)        |
| Bezirk:                  | Avenches          |
| Hauptort:                | Cudrefin          |
| Fläche:                  | 36,97 km²         |
| Einwohner:               | 4155 (31.12.2023) |
| Bevölkerungsdichte:      | 112 Einw. pro km² |
| Aufgehoben am:           | 31. Dezember 2006 |
| Karte                    |                   |
| Karte von Kreis Cudrefin |                   |

Der Kreis Cudrefin (französisch Cercle de Cudrefin) war bis zum 31. August 2006 eine Verwaltungseinheit des Bezirks Avenches im Kanton Waadt in der Schweiz. Sitz des Kreisamtes war Cudrefin.
Der Kreis umfasste acht Gemeinden und war 36,97 km² gross. Die Gemeinden des ehemaligen Kreises zählten Ende 2023 4155 Einwohner.
| Wappen           | Name der Gemeinde | Einwohner (31. Dezember 2023) | Fläche in km² | Einw. pro km² |
| ---------------- | ----------------- | ----------------------------- | ------------- | ------------- |
| Bellerive        | Bellerive         | 632                           | 2,25          | 281           |
| Chabrey          | Chabrey           | 267                           | 3,95          | 68            |
| Constantine      | Constantine       | 327                           | 2,83          | 116           |
| Cudrefin         | Cudrefin          | 1877                          | 15,82         | 119           |
| Montmagny        | Montmagny         | 178                           | 3,77          | 47            |
| Montmagny        | Mur               | 203                           | 1,78          | 114           |
| Vallamand        | Vallamand         | 389                           | 2,36          | 165           |
| Villars-le-Grand | Villars-le-Grand  | 282                           | 4,21          | 67            |
| Total (8)        | Total (8)         | 4155                          | 36,97         | 112           |